# Détournement du YS-11 de Korean Air
Le détournement du YS-11 de Korean Air a lieu le 11 décembre 1969. L'appareil, un NAMC YS-11 de la compagnie sud-coréenne Korean Air, effectuant un vol intérieur entre la base aérienne de Gangneung (en) et l'aéroport international de Gimpo de Séoul, est détourné à 12h25 par l'agent nord-coréen Cho Ch'ang-hui (조창희),, avec à son bord quatre membres d'équipage et 46 passagers (sans compter Cho). L'avion est forcé d'atterrir en Corée du Nord et 39 de ses passagers sont rendus au Sud deux mois plus tard mais l'équipage et sept passagers restent détenus au Nord. L'incident est considéré en Corée du Sud comme un exemple d'enlèvement de citoyens sud-coréens par la Corée du Nord.

## L'incident
Selon le témoignage des passagers, un des passagers quitte son siège 10 minutes après le décollage pour entrer dans le cockpit, à la suite de quoi l'avion change de direction et est rejoint par trois chasseurs de la force aérienne populaire de Corée. L'appareil atterrit sur le terrain d'aviation de Sondok près de Wonsan à 13h18. Des soldats nord-coréens pénètrent ensuite dans l'avion, bandent les yeux des passagers et les obligent à débarquer. L'avion subit également des dommages au moment de son atterrissage. Un membre de l'US Air Force en Corée du Sud (en) aurait dû faire partie des passagers du vol détourné mais a finalement pris un transport militaire à la dernière minute.
La Corée du Nord prétend ensuite que les pilotes ont volontairement détourné leur avion vers la Corée du Nord pour protester contre les politiques du président sud-coréen Park Chung-hee. Les passagers retenus captifs subissent alors des séances d'endoctrinement allant jusqu'à quatre heures par jour. La police sud-coréenne suspecte d'abord le copilote d'avoir été complice de deux agents nord-coréens pendant le détournement. La nuit de l'incident, 100 000 Sud-Coréens se réunissent malgré un temps glacial pour protester contre le détournement, et brûlent symboliquement une effigie de Kim Il-sung.
Le 25 décembre, la Corée du Nord propose de tenir des pourparlers sur la question. Ceux-ci débutent finalement à la fin du mois de janvier 1970. Soixante-six jours après l'incident, le 14 février, la Corée du Nord libère 39 des passagers à travers la zone commune de sécurité à Panmunjom, mais garde l'avion, l'équipage et plusieurs passagers. Les déclarations des passagers libérés réfutent les allégations de la Corée du Nord selon lesquelles le détournement aurait été mené par les pilotes. L'un d'entre eux affirme avoir regardé par la fenêtre de l'avion malgré l'interdiction des gardes nord-coréens et avoir vu le pirate emmené dans une berline noire. Un autre passager est devenu mentalement dérangé à la suite de sa captivité, et perd sa faculté de parler.

## Conséquences
Le sort des passagers restés captifs reste inconnu. Étant pour la plupart membres de la classe aisée et ayant fait de longues études, ils seraient, selon Song Yeong-in des services de renseignements sud-coréens, probablement retenus en Corée du Nord pour servir à la propagande nord-coréenne. En 1992, l'économiste Oh Kil-nam (en) prétend que les deux hôtesses de l'air ainsi que Hwang et Gim seraient employés à diffuser des messages de propagande vers le Sud et également qu'il aurait entendu de sa fille que le capitaine et le premier officier de bord travaillent maintenant pour la force aérienne populaire de Corée. La mère d'une des hôtesses de l'air, Seong Gyeong-hui, est autorisée à rendre visite à sa fille en Corée du Nord dans le cadre de réunions de famille convenues par la déclaration conjointe Nord-Sud du 15 juin (en). Durant les retrouvailles, elle prétend que sa fille et une autre hôtesse de l'air, Jeong Gyeong-suk, sont restées amies et vivent dans la même ville,.
Hwang In-cheol, le fils de Hwang Won, l'un des otages restés en Corée du Nord, met en place un comité des familles du vol HL-5208 Korean Air en 2008 pour faire pression sur le gouvernement de la Corée du Sud à enquêter davantage sur la question. Dans ses commentaires aux médias en 2009, il déclare qu'il se sent particulièrement « aliéné » par l'attention massive des médias sur l'emprisonnement de journalistes américains par la Corée du Nord de 2009 (en), comparé au manque relatif de couverture pour le sort de son père, qu'il n'a pas vu depuis 40 ans. En juin 2010, il dépose une demande au Groupe de travail sur les disparitions forcées ou involontaires du Conseil des droits de l'homme des Nations unies pour enquêter sur les passagers restés captifs en tant que cas de disparition forcée. Il passe trois mois à préparer la demande, avec l'aide de ses amis. En février 2012, il intente un procès contre l'espion nord-coréen qui a enlevé son père,.
Le numéro de l'avion, HL 5208, est retiré à la suite de l'incident.
La Corée du Nord est listée comme un État soutenant le terrorisme par les États-Unis depuis l'attentat de Rangoun de 1983, l'explosion du vol Korean Air 858 de 1987 au-dessus de la mer d'Andaman, et le massacre de l'aéroport de Lod en Israël. Elle est retirée en 2008, mais relistée à nouveau en 2017 à la suite de l'assassinat de Kim Jong-nam, la brutale détention d'Otto Warmbier, sa réponse au bombardement de la base aérienne d'Al-Chaayrate de 2017 en Syrie, et son tir de missile nord-coréen d'août 2017 au-dessus du Japon (en), ainsi que pour son soutien à des groupes terroristes islamistes,.

## Liste des passagers et des membres d'équipage restés au Nord
Quatre membres de l'équipage, ainsi que sept passagers, n'ont jamais été renvoyés au Sud. Les âges inscrits sont ceux au moment du détournement.
1. Yu Byeong-ha (유병하, 38) de Séoul, capitaine
2. Choe Seok-man (최석만, 37) de Séoul, premier officier
3. Jeong Gyeong-suk (정경숙, 24) de Séoul, hôtesse de l'air
4. Seong Gyeong-hui (성경희, 23) de Séoul, hôtesse de l'air
5. Yi Dong-gi (이동기, 49) de Miryang, directeur d'une imprimerie
6. Hwang Won (황원, 32) de Gangneung, directeur des programmes de la Société audiovisuelle Munhwa
7. Gim Bongju (김봉주, 27) de Gangneung, cameraman de la Société audiovisuelle Munhwa
8. Chae Heon-deok (채헌덕, 37) de Gangneung, médecin
9. Im Cheol-su (임철수, 49) de Yanggu, employé de bureau
10. Jang Ki-yeong (장기영, 40) de Uijeongbu, homme d'affaires dans l'industrie alimentaire
11. Choe Jeong-ung (최정웅, 28) de Wonju, employé de la société Hankook Slate